# Clorofònia de pit castany
La clorofònia de pit castany (Chlorophonia pyrrhophrys) és una espècie d'ocell de la família dels fringíl·lids (Fringillidae).

## Hàbitat i distribució
Habita la selva humida i altres formacions boscoses de les muntanyes de Colòmbia, oest de Veneçuela i Andes de l'Equador i el Perú.